# KTa☆brasil
KTa☆brasil（ケイタブラジル、ケイタ☆ブラジル、KEITA☆BRASIL、KE¡TA☆BRAS!L）は、東京生まれの日本人パーカッショニスト、DJ、寄稿者、写真家である。英語、ポルトガル語、スペイン語に通じ、MC、プレゼンター、リポーターとしても国内外のメディア・舞台に出演。自らが現地で見聞・体験・取材・撮影したジャーナリストとしての一次情報による有名メディアや書籍への寄稿も数多い。欧州、中東、アジア、北米、南米まで、世界各地での活動を自ら撮影レポートし続けている。1997年より関わるリオのカルナヴァルでは、打楽器奏者として出場するだけでなく、番組レポーター、リオデジャネイロ市公式の写真家として撮影・発表し続けている。日本やブラジルの学術機関やJICAなど国際機関での講演登壇もしている。

## 人物
日本を拠点とし音楽家、プレゼンターとして活動。Newsweek誌「世界が尊敬する日本人100」、UNIQLO社の広告「FROM TOKYO TO THE WORLD」のモデルに選出されている。
国内外で、ライブミュージック、クラブミュージック、野外フェスなどの各音楽シーンにて主に活動。打楽器奏者として、ケツメイシ、三浦大知ほか、日本国内リリース作品に参加。また、Blue Note Recording、Mr.Bongo、IRMAなど世界リリース作品に参加。MCとしては、MTVの番組VJをはじめ、J-WAVEやTOKYO FMにレギュラー出演し、選曲も担当。サッカー関連では、Nike Footballや、FIFA公式Sony×Footballの試合・イベントでもメインMCを務めている。
海外では、1990年より渡米し、米国の音楽やアートに傾倒。1997年よりブラジルでの活動を開始し、現在も主にリオのライブシーンやリオのカーニバルにおいて活動を続けている。通訳を介さず各国の人と直接対話するスタイルで、2013年FIFAコンフェデレーションズカップをはじめ、2014年FIFAワールドカップ、2016年リオのカーニバル、2016年リオ五輪では、ブラジルにて現地リポーターを務めた。パリコレでは音楽演出を担うなど、ブラジルに限らず、スペイン、ポルトガル、フランス、イングランド、アメリカ、シンガポール、タイなどのイベントに出演している。

## 来歴（ブラジル）
1997年に初めて単身リオ・デ・ジャネイロ（以下リオ）に渡り、ブラジルでの活動を開始。1998年よりリオ市のクラブチームCRヴァスコ・ダ・ガマの応援団Força Jovem do Vasco（フォルサ・ジョーヴェン・ド・ヴァスコ）のメンバーとして活動。2008年にはCRヴァスコ・ダ・ガマの上級会員に登録され、後に本部兼スタジアムであるEstádio São Januário（エスタージオ・サォン・ジャヌアーリオ）の殿堂Calçada da Fama（カウサーダ・ダ・ファマ）に刻名されている。
1998年、リオのエスコーラ・ヂ・サンバ（サンバチーム/以下エスコーラ） Estação Primeira de Mangueira（マンゲイラ）に参加し、カーニバルに出場。Mangueira会長より公式diplomaを授与された。エンサイオ（本拠地での公開イベント）中にマイクを渡され歌い、その模様がブラジルの放送局ヘジ・グローボ（REDE GLOBO）に取材された。
2001年、サンパウロ最古のエスコーラVai-Vaiのバテリア（カーニバルの採点対象となる選抜打楽器隊）メンバーとなり再びTV GLOBOに単独インタビューされた。
同年より、リオの3大エスコーラの一つG.R.E.S. Império Sarrano（インペーリオ・セハーノ）のバテリアメンバーとして活動。2014年より、そのVelha Guarda Show(ヴェーリャ・グアルダ・ショー／マエストロたちによる選抜バンド）のメンバーとなり、ショーに出演。インペーリオ・セハーノ公式メンバーとして活動が16年目となる2016年には、エスコーラより公式打楽器指導者証が外国人に対し初めて授与された。翌2017年にはバンデイラ（公式チーム旗）がリオのエスコーラ史上初めて外国人に授与され、公式認定の日本支部代表となったことがブラジルの新聞JORNAL O GLOBO紙やTV GLOBOによって伝えられた。またブラジル政府の歴史芸術研究所（IPHAN）の調査委員でもあるジャーナリストRaquel Valençaによる加筆・再発行されたインペーリオ・セハーノの音楽史本「Serra, Serrinha, Serrano - o Império do Samba」でも紹介されている。
ブラジルの現地メディアでは、2004年 MTV Brasilにて自身の特集番組が制作・放映された。2016年、ブラジルの放送局ヘジ・グローボの番組「ESQUENTA!（エスケンタ）」に出演。同年、グローボ系列のスポーツ専門チャンネルSporTVのリオデジャネイロオリンピックをテーマとするドキュメンタリー「A Olimpíada passou por aqui」に出演。2017年にはブラジルサッカー連盟（CBF）が制作する公式番組「CBF TV」にて単独特集された。リオのカーニバルにおいては、リオ市観光局公式プレゼンターに認定され、フォトグラファーとしても活動を続けている。

## 出演

### 映画
- "A Zona Norte É A Minha Praia"  Produção: Roberto Berliner
- "30 Dias - Um carnaval entre a alegria e a desilusão" Roteiro e direção : Valmir Moratelli
- "O PANTANAL É IMPÉRIO SERRANO" Roteiro e direção : Jorge Coutinho

### テレビ
- MTVジャパン 「M SIZE」「MTV NEWS」「MTV ZONE」番組VJ（2003-2005）
- MUSIC ON! TV 「Make on the holiday」番組MC（2006-2009）
- NHK「テレビでスペイン語」（2008-2009）

### ラジオ
- J-WAVE「Excite Music Store World Lounge "FANTASI@" 」番組MC 他
- TOKYO FM「RiTMO」番組MC 他

### CM/広告
- UNIQLO広告「FROM TOKYO TO THE WORLD－世界での活躍が期待される日本人5人－」（2009年）
- BOSE社 CM（2010年）

## 展示
- ニコンプラザ銀座・名古屋
  - KTa☆brasil写真展「SAMBAの鼓動～人類最大の祭、RIOのCARNAVAL」（2019）
- JICA中部なごや地球ひろば「Viver!－ブラジルと一緒に－」写真・動画・パネル展（2020-2021）

## 寄稿・執筆・写真掲載

### 書籍
- 寄稿
  - 「ディスクガイドシリーズ 22 SAMBA (THE DIG PRESENTS DISC GUIDE SERIES)」
    - シンコーミュージック(2005/8/1) 麻生雅人・監修

  - 「GLOCAL BEATS(CDジャーナルムック)」
    - 音楽出版社(2011/3/31)大石始/吉本秀純・監修

  - 「MÚSICA BRASILEIRA NO SÉCULO21 21世紀ブラジル音楽ガイド」
    - Pヴァイン (2018/8/1)中原仁・監修

  - 「ブラジルの歴史を知るための50章」
    - 明石書店(2022/4/10)伊藤秋仁/岸和田仁 ・編著

- 著書
  - 「リオデジャネイロという生き方 不安も悩みも笑顔に変える『幸福の個人技』」
    - 双葉社(2016/5/21) 中原仁・共著

### 雑誌
- フリーマガジン Groovin'High －連載
- 月刊 LATINA －連載
- WARP magazine －連載

### 新聞
- 読売新聞（2011年）－連載「サンバの流儀」（夕刊・全4回）

### WEB
- フリーマガジン Groovin'High WEB版 -連載
- JTB 公式Facebookサイト -連載「ケイタ☆ブラジルの教えてブラジル！」